# Marian Kulesza
Marian Stefan Kulesza (ur. 12 listopada 1879 w Suwałkach, zm. 24 grudnia 1943 w Wilnie) – polski malarz.

## Życiorys
Był akademickim realistą, w 1934 namalował portret marszałka Piłsudskiego. Jego dorobek artystyczny uległ rozproszeniu.
Był członkiem Wileńskiego Towarzystwa Artystów Plastyków. W 1931 założył konkurencyjne – Wileńskie Towarzystwo Niezależnych Artystów Malarzy (późniejsze Towarzystwo Artystów Sztuk Pięknych).
Po śmierci został pochowany na cmentarzu Na Rossie w Wilnie.

### Małżeństwo
Od 1920 był żonaty z Aurelią z Bortnowskich. Małżonkowie mieszkali w Wilnie.

## Uwaga

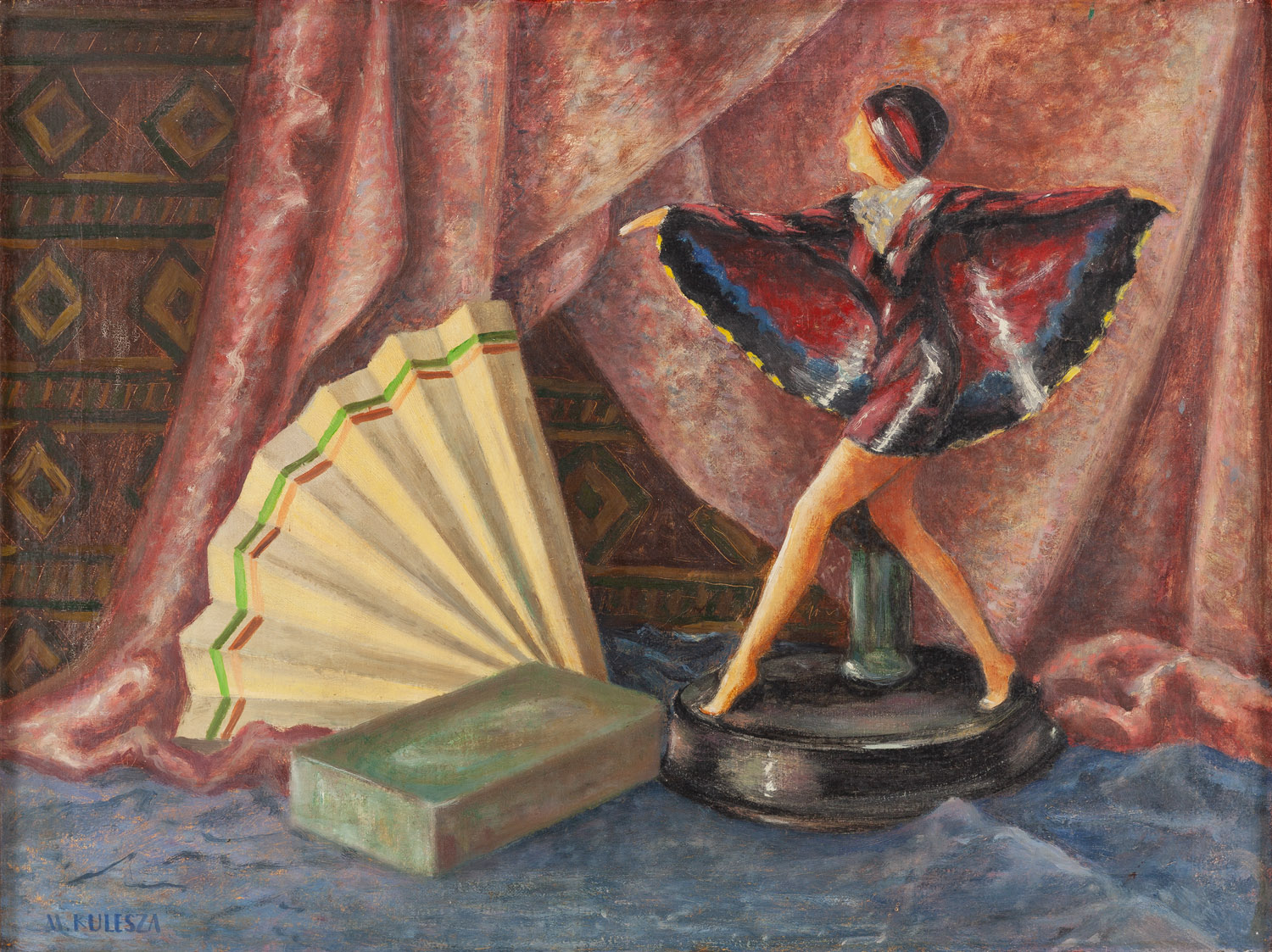
Obraz Martwa natura z figurką pędzla Stefana Kuleszy

1. ↑  W literaturze litewskiej występuje jako Marijonas Kuleša.